# Manteiga clarificada

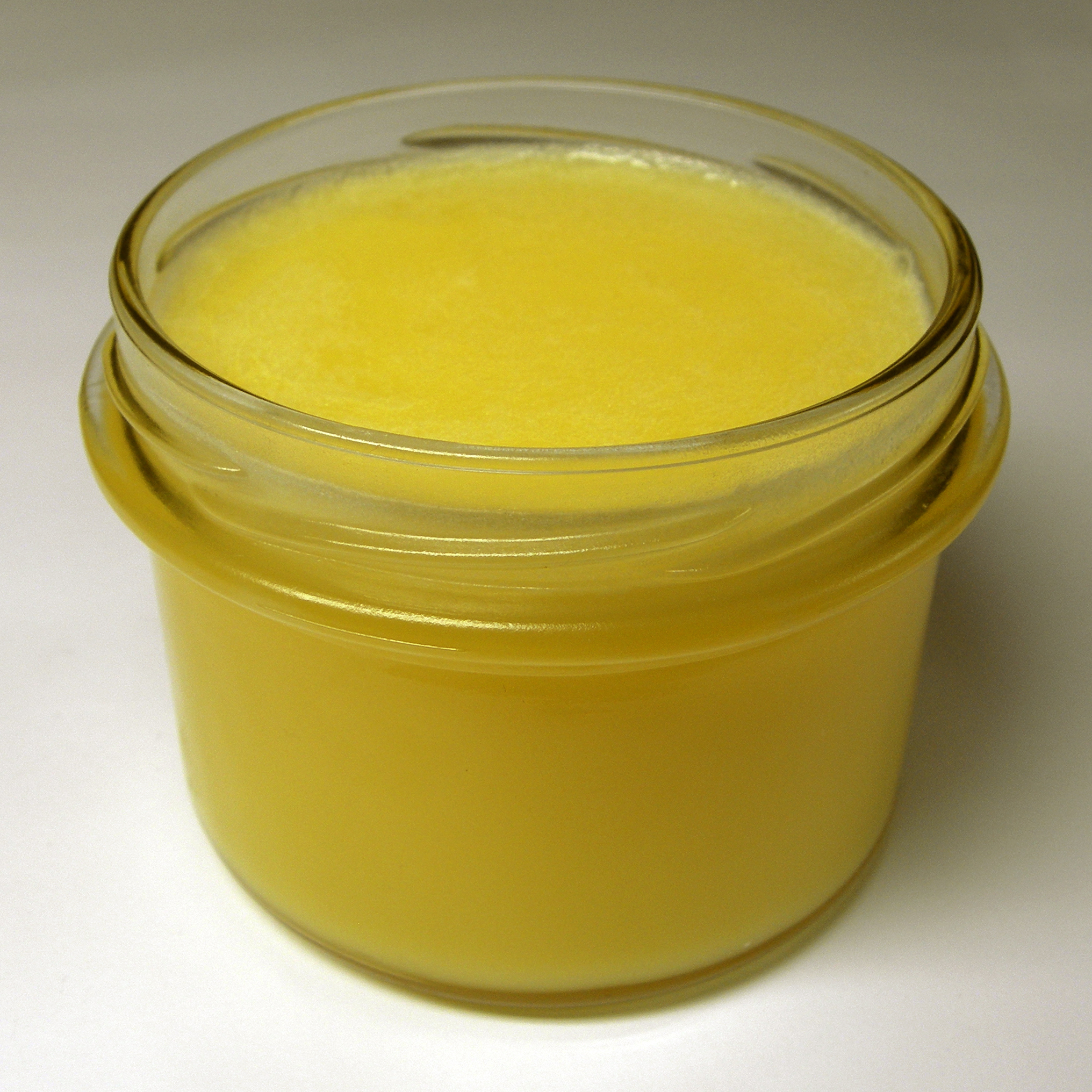
Manteiga clarificada em temperatura ambiente

A manteiga clarificada é a gordura do leite extraída da manteiga para separar os sólidos do leite e a água da gordura da manteiga. Normalmente, é produzida derretendo a manteiga e permitindo que os componentes se separem por densidade. A água evapora, alguns sólidos (ou seja, proteínas do soro do leite) flutuam para a superfície e são retirados, e o restante dos sólidos do leite (caseína) afunda e fica para trás quando a gordura da manteiga (que então estaria no topo) é derramada ou separada com um funil de separação ou um separador de gordura de molho. Esta manteiga é a manteiga clarificada.
Os métodos comerciais de produção também incluem evaporação direta, mas também podem ser realizados por decantação e centrifugação seguida de secagem a vácuo; ou direto do creme quebrando a emulsão seguida de centrifugação.

## Propriedades
A manteiga clarificada tem um ponto de fumaça mais alto (252 °C (486 °F)) do que a manteiga normal (163–191 °C (325–376 °F)), e, portanto, é preferida em algumas aplicações de cozimento, como refogar. A manteiga clarificada também tem uma vida útil muito mais longa do que a manteiga fresca. Tem quantidades insignificantes de lactose e caseína e é, portanto, aceitável para a maioria dos que têm intolerância à lactose ou alergia à caseína.

## Variações regionais
Na culinária do subcontinente indiano, o ghee é feito cozinhando a manteiga clarificada por mais tempo durante o processo de separação para caramelizar os sólidos do leite, resultando em um sabor de noz quando são filtrados.